# Rubiácea (ort)
Rubiácea är en ort i Brasilien.   Den ligger i kommunen Rubiácea och delstaten São Paulo, i den södra delen av landet, 700 km söder om huvudstaden Brasília. Rubiácea ligger 426 meter över havet och antalet invånare är 2 729.
Terrängen runt Rubiácea är platt. Närmaste större samhälle är Guararapes, 9,7 km nordost om Rubiácea.
Omgivningarna runt Rubiácea är en mosaik av jordbruksmark och naturlig växtlighet. Runt Rubiácea är det ganska glesbefolkat, med 32 invånare per kvadratkilometer.